# Makemake (mitologia)
Makemake na Mitologia rapanui da Ilha de Páscoa, foi o criador da humanidade, o deus da fertilidade e o deus-chefe do culto "Tangata manu" (homem-pássaro). 
Em 31 de março de 2005 foi descoberto o terceiro maior planeta anão, denominado Makemake, em homenagem ao deus-chefe da Ilha da Páscoa. 

## References
- The Mystery of Easter Island 1919 - Katherine Routledge ISBN 0-9328 1 3-48-8